# قوة القص (تربة)

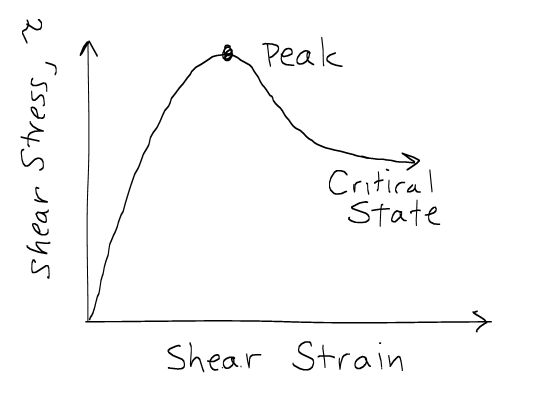

قوة القص (بالإنجليزية: Shear strength)‏، مصطلح يستخدَم في ميكانيكا التربة لوصف حجم إجهاد القص الذي يمكن للتربة تحمّله، تنتج مقاومة القص للتربة عن الاحتكاك والتشابك بين الجزيئات، وربما التدعيم أو الترابط عند تلامس الجسيمات. بسبب هذا التشابك، قد تتوسع المواد الجسيمية أو تتقلص في الحجم لأنها تخضع لإجهادات (غوغل) القص، إذا وسّعت التربة حجمها فسوف تنخفض كثافة الجزيئات وستنخفض القوة، في هذه الحالة سيتبع تخفيضٌ لإجهاد القص ذروةَ القوة. تقلّ العلاقة بين الإجهاد والانفعال عند توقف المادة عن التوسع أو الانكماش، وعند حلّ الروابط بين الجسيمات. تدعى الحالة النظرية التي يبقى فيها إجهاد القص وكثافته ثابتين مع ازدياد إجهاد القص بـ الحالة الحرجة أو الحالة المستقرة أو القوة المتبقية.
يعتمد سلوك تغيّر الحجم والاحتكاك بين الجسيمات على كثافة الجزيئات، وقوى التلامس بين الخلايا، وبدرجة أقل إلى حد ما يتبع لعوامل أخرى، مثل: معدل القص واتجاه إجهاد القص. ويطلق على متوسط قوة الاتصال الحبيبية العادية لكل وحدة مساحة الإجهاد الفعال.
إذا لم يسمح للماء بالتدفق داخل أو خارج التربة، يُسمى مسار الإجهاد مسار الإجهاد غير المصرّف. أثناء القص غير المحكم، إذا كانت الجزيئات محاطة بسائل غير قابل للضغط تقريباً مثل الماء فلن تتغير كثافة الجزيئات دون تصريف، لكنَّ ضغط الماء والضغط الفعال سيتغيران. ومن ناحية أخرى، إذا سُمح للسوائل بالخروج بحرّية من المسام، فستظل ضغوط المسام ثابتة، ويطلق على مسار الاختبار مسار الإجهاد المصرّف. تكون التربة حرة في التمدد أو التقلص أثناء القص إذا كانت مجففة. في الواقع، تُستنزف التربة جزئياً في مكان ما ضمن الظروف المثالية غير المصرّفة والمصرَّفة تماماً.
تعتمد قوة القص للتربة على كل من الإجهاد الفعال وظروف الصرف وكثافة الجزيئات ومعدل الإجهاد واتجاه الإجهاد.
بالنسبة لقص الحجم الثابت غير المصرّف، يمكن استخدام نظرية تريسكا للتنبؤ بقوة القص، ولكن في حالة الصرف يمكن استخدام نظرية مور كولومب.
هناك نظريتان مهمتان لقص التربة هما نظرية الحالة الحرجة ونظرية الحالة المستقرة، وهناك اختلافات أساسية بين حالة الحالة الحرجة وحالة الحالة المستقرة والنظرية الناتجة المقابلة لكل من هذه الشروط.